# Uniola peruviana
Uniola peruviana är en gräsart som beskrevs av Simon Laegaard och Sánchez Vega. Uniola peruviana ingår i släktet Uniola och familjen gräs. Inga underarter finns listade i Catalogue of Life.